# King’s Pinnacle
King’s Pinnacle ist einer der beiden Haupterhebungen innerhalb des Crowder’s Mountain State Park in der westlichen Piedmont Region im Bundesstaat North Carolina in den Vereinigten Staaten von Amerika. Der andere wesentliche Gipfel des Parks ist der Crowder's Mountain, sie liegen zwischen den Städten Kings Mountain und Gastonia.
King’s Pinnacle ist nach den Felsen in der Gipfelregion des Berges benannt und die an eine Krone erinnern. Der Berg ist der Überrest eines wesentlich höheren Gipfels, der etwa vor 400 bis 500 Millionen Jahren entstanden ist und bis auf eine Höhe von 520 Metern über dem Meeresspiegel erodiert ist. Er erhebt sich abrupt zu einer Höhe von 250 Metern über das umliegende Gelände.
King’s Pinnacle und der nahe gelegene Crowder’s Mountain trennten die Jagdgründe der indianischen Ureinwohner der Region, die Cherokee und Catawba. In der Schlacht am Kings Mountain, die 1780 südwestlich des Berges geschlagen wurde, errangen die amerikanischen Patrioten einen wichtigen Sieg über die britische Armee während des Amerikanischen Unabhängigkeitskrieges. Das Schlachtfeld ist heute eine geschützte nationale Gedenkstätte: Kings Mountain National Military Park.
Etliche Wanderwege führen auf den Gipfel des Berges von dem aus man sowohl weit im Westen und Norden die viel höheren Appalachen, als auch die in etwa 50 Kilometer Entfernung im Osten gelegene Skyline von Charlotte ausmachen kann.